# 德朗蓋島

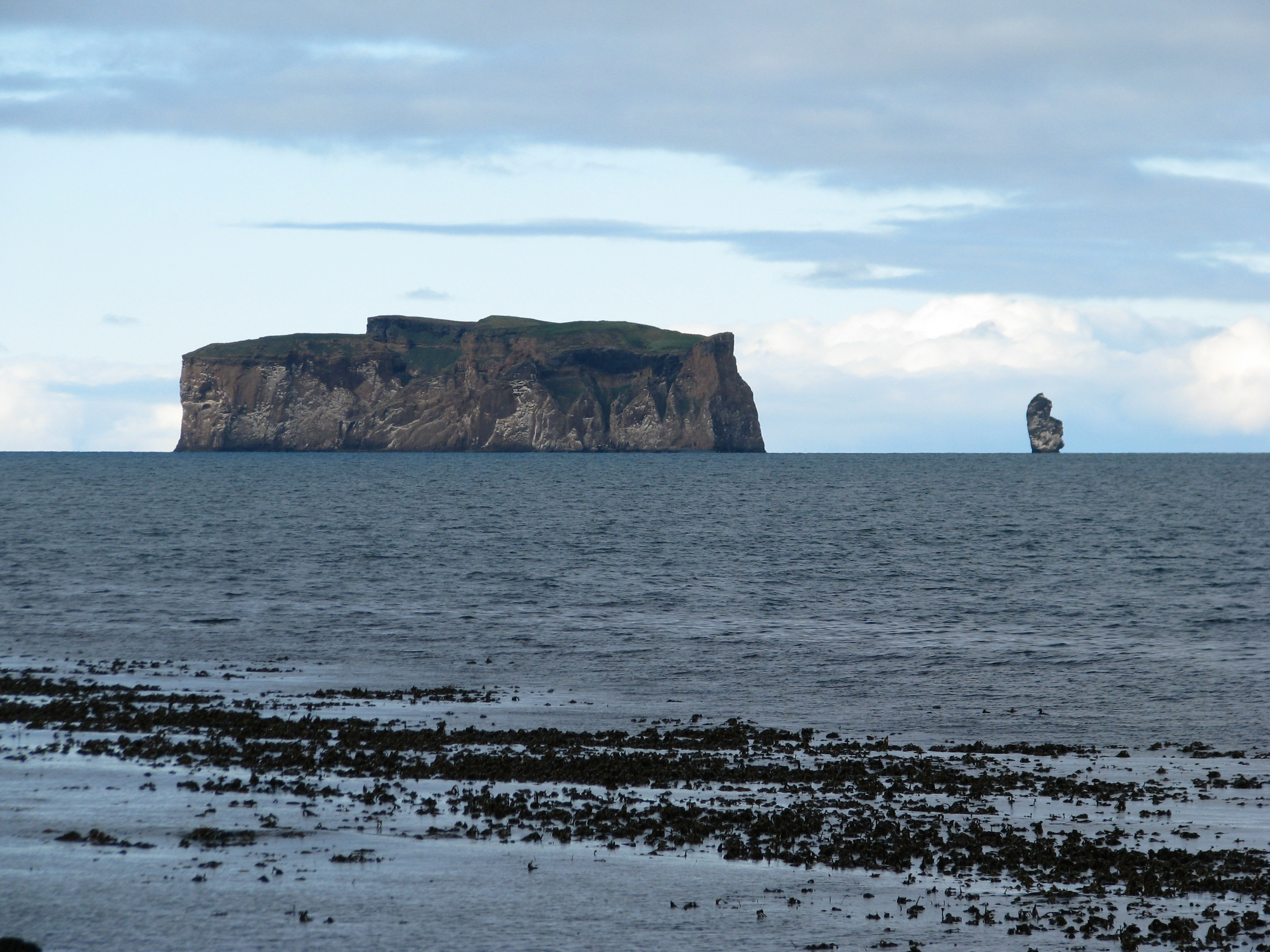

德朗蓋島是冰島的火山島，位於大西洋斯卡加峽灣海域，面積0.2平方公里，最高點海拔高度180米，該島是海雀、海鸚等鳥類的棲息地，島上無人居住。